# Малая Таволожка
Малая Таволожка — село в Пугачёвском районе Саратовской области России, в составе сельского поселения Преображенское муниципальное образование.
Население - 192 (2010)

## История
Основано в 1855 году старообрядцами.
В Списке населённых мест Самарской губернии по данным 1859 года населённый пункт упомянут как удельная деревня Малая Таволожка Николаевского уезда при реке Большой Иргиз, расположенная в 15 верстах от уездного города Николаевска. В деревне имелось 75 дворов и проживало 363 мужчины и 358 женщин.
Впоследствии деревня была включена в состав Таволжанской волости. Согласно Списку населённых мест Самарской губернии по сведениям за 1889 год в деревне насчитывались 165 дворов и проживали 1148 человек (русские, старообрядческого и православного вероисповеданий). В деревне имелось 7 ветряных мельниц. Согласно переписи 1897 года в селе проживали 859 жителей, из них старообрядцев - 815
Указом Самарской Духовной Консистории от 7 (19) февраля 1897 года Малая Таволожка была в миссионерских целях приписана к приходу единоверческого Верхнего Спасо-Преображенского монастыря. За первые четыре года борьбы с расколом в единоверие перешли лишь шесть семей (26 человек), остальные придерживались староверства беспоповского толка (84 семьи) и австрийского согласия (57 семей). В 1901 году в селе открылась школа грамоты, преобразованная в 1904 году в церковно-приходскую школу. В 1908 году Самарское губернское правление официально позволило зарегистрировать в Малой Таволожке общину старообрядцев, приемлющих священство Белокриницкой иерархии
Согласно Списку населённых мест Самарской губернии, составленному в 1910 году, в селе проживали 335 мужчин и 499 женщин. Земельный надел составлял 2161 десятину удобной и 557 десятин неудобной земли. Функционировали церковь, 7 ветряных мельниц, школа грамотности. Помимо православных в селе проживали старообрядцы австрийского толка, беспоповцы и беглопоповцы
В послереволюционный период старообрядческую школу закрыли, приходскую преобразовали в школу 1-й ступени. В 1925 году в Малой Таволожке была организована трудовая земледельческая артель "Смычка". Беспоповский молитвенный дом закрыли в 1930-х годах, австрийский (белокриницкий) после закрытия разрушили в 1946 году. Единоверческий храм, фактически бездействовавший и до революции, также прекратил работу

## Физико-географическая характеристика
Село находится в Заволжье, на берегу озера Старица (старица реки Большой Иргиз). В пойме реки сохранился пойменный лес. Высота центра населённого пункта - 33 метра над уровнем моря. Почвы: в пойме Иргиза - пойменные нейтральные и слабокислые, выше поймы, по правой стороне Иргиза - чернозёмы южные.
Село расположено примерно в 13 км по прямой в северо-восточном направлении от районного центра города Пугачёв. По автомобильным дорогам расстояние до районного центра составляет 20 км, до областного центра города Саратов - 270 км, до города Балаково - 92 км, до соседнего областного центра города Самара - 170 км.
Часовой пояс
Малая Таволожка, как и вся Саратовская область, находится в часовой зоне МСК+1. Смещение применяемого времени относительно UTC составляет +4:00.

## Население
Динамика численности населения по годам:
| Годы      | 1859 | 1889 | 1897 | 1910 | 2002 |
| --------- | ---- | ---- | ---- | ---- | ---- |
| Население | 721  | 1148 | 859  | 834  | 230  |

| 2002 | 2010 |
| ---- | ---- |
| 230  | ↘192 |

Национальный состав
Согласно результатам переписи 2002 года, в национальной структуре населения русские составляли 86 %